# Пєсочне
Пєсочне (рос. Песочное) — селище Багратіоновського району, Калінінградської області Росії. Входить до складу Гвардійського сільського поселення.
Населення — 74 особи (2015 рік).